# 因河畔诺伊堡
因河畔诺伊堡是德国巴伐利亚州的一个市镇。总面积41.75平方公里，总人口4249人，其中男性2078人，女性2171人（2011年12月31日），人口密度102人/平方公里。